# Kozmetologija
Kozmetologija se bavi istraživanjem, pronalaženjem i metodološkom primjenom zahvata i kozmetičkih sredstava kojima je moguće otkloniti, ublažiti ili prikriti nastanak fizičkih ili funkcionalnih promjena koje remete estetski izgled osobe. Stručnjaci koji se bave kozmetologijom su kozmetolozi.
Kozmetologija  (engl. Cosmetology ili cosmeticology) je kreativna kategorija. Kozmetologija se kroz povijest razvijala unutar medicinskih, farmaceutskih i kemijskih znanosti.
Grane kozmetologije uključuju brigu o kosi, njegu kože, kozmetiku, manikure/pedikure, uklanjanje dlačica poput depilacije voskom i šećerom, te trajne procese uklanjanja dlačica.